# Sofja Georgijewna Tamamschjan
Sofja Georgijewna Tamamschjan (russisch Софья Георгиевна Тамамшян; * 5. Junijul. / 18. Juni 1901greg. in Tiflis; † 1981) war eine armenischstämmige, georgisch-sowjetische Botanikerin.
Ihr botanisches Autorenkürzel lautet „Tamamsch.“.

## Leben
Tamamschjans Vater Georgi Iwanowitsch Tamamschjan war Arzt und hatte bei seiner Arbeit in Paris in Louis Pasteurs Laboratorium als Erster im Selbstversuch den Choleraimpfstoff getestet. Pasteur schenkte ihm ein Mikroskop, das später seine Tochter benutzte. Sofja Tamamschjan besuchte das Gymnasium in der Klavierklasse. Außerdem erhielt sie Ballettunterricht und trat im Tifliser Theater als Ballerina auf.
Nach dem Gymnasiumsabschluss 1918 begann Tamamschjan in den Höheren Kursen für Frauen zu studieren. Sie wechselte dann an die Fakultät für Landwirtschaft des Polytechnischen Instituts und schließlich an die Fakultät für Landwirtschaft der Staatlichen Universität Tiflis. Zu den Pflanzen führte sie der Kaukasus-Botaniker Dmitri Iwanowitsch Sosnowski. Nach dem Studienabschluss 1923 wurde sie Assistentin am Lehrstuhl für Botanik der Staatlichen Universität Tiflis.
Tamamschjan heiratete den Chemiker Stephan Gambarjan und ging mit ihm nach Jerewan. Sie arbeitete an der Staatlichen Universität Jerewan, wo sie Herbarien anlegte und die Bibliothek vervollständigte. 1932–1937 leitete sie das Herbarium des Naturwissenschaftlich-Historischen Museum des Volkskommissariats für Bildung  der Armenischen SSR und der Filiale der Akademie der Wissenschaften der UdSSR (AN-SSSR). Zusammen mit den Museumsdirektoren schuf sie die Grundlage für das Herbariums des Botanik-Instituts der Akademie der Wissenschaften der Armenischen SSR. 1936 wurde sie ohne Verteidigung einer Dissertation zur Kandidatin der biologischen Wissenschaften promoviert.
1937–1941 arbeitete Tamamschjan an der Universität Moskau im Herbarium, wo sie ihre bisherigen Arbeiten fortsetzte. Während des Deutsch-Sowjetischen Kriegs arbeitete sie wieder in Armenien im Botanik-Institut und dann im Forschungslaboratorium für Pharmazeutik.
1946 wurde Tamamschjan wissenschaftliche Mitarbeiterin des Komarow-Instituts für Botanik der AN-SSSR (BIN) in Leningrad. Dort begann sie ihre Doktor-Arbeit über die Vorfahren und Nachkommen der Doldenblütler. Sie war an den Monografien über die Flora der UdSSR und die Flora des Kaukasus beteiligt und auch an der Flora iranica. 1952 wurde sie Mitarbeiterin der Abteilung für Pflanzenressourcen des BIN und 1954 Mitarbeiterin der Abteilung für Pflanzensystematik und Geobotanik. 1954 leitete sie die Expedition in Transkaukasien zur Untersuchung der Gewürzpflanzen. 1963 ging sie in den Ruhestand und ließ sich in Moskau nieder.

## Nach Tamamschjan benannte Pflanzen
- Tamamschjania Pimenov & Kljuykov, 1981
- Tamamschjanella Pimenov & Kljuykov, 1996